# Oberbayern
Oberbayern er både et bezirk og et regierungsbezirk i den tyske delstat Bayern.
Oberbayern ligger i den sydøstlige del af Bayern, og grænser mod syd og øst til Østrig , i nordøst til Niederbayern og Oberpfalz, i nordvest til Mittelfranken og i vest til Schwaben. Administrationsby for både bezirk og regierungsbezirk er München.
Oberbayern er en betegnelse for en administrativ enhed, hvis grænser er blevet ændret flere gange gennem århundrederne, og de har ikke baggrund i hverken stamme- eller sproggrænser. Begrebet „Oberbayern“ kendes første gang i 1255 ved den bayeriske landedeling.
Oberbayern er efter Hamborg den region, so har det næsthøjeste bruttoindlandsprodukt pr. indbygger . De største byer i Oberbayern er München, Ingolstadt, Rosenheim og Freising.

## Inddeling
Regierungsbezirk Oberbayern omfatter tre Kreisfrie byer og 20 landkreise:

### Kreisfrie byer
1. München
2. Ingolstadt
3. Rosenheim

### Landkreise
| 1. Landkreis Altötting 2. Landkreis Bad Tölz-Wolfratshausen 3. Landkreis Berchtesgadener Land 4. Landkreis Dachau 5. Landkreis Ebersberg 6. Landkreis Eichstätt 7. Landkreis Erding 8. Landkreis Freising 9. Landkreis Fürstenfeldbruck 10. Landkreis Garmisch-Partenkirchen | 1. Landkreis Landsberg am Lech 2. Landkreis Miesbach 3. Landkreis Mühldorf am Inn 4. Landkreis München 5. Landkreis Neuburg-Schrobenhausen 6. Landkreis Pfaffenhofen an der Ilm 7. Landkreis Rosenheim 8. Landkreis Starnberg 9. Landkreis Traunstein 10. Landkreis Weilheim-Schongau. |